# تره-پاچکو
تُره-پاچکو (به اسپانیایی: Torre-Pacheco) یکی از شهرداری‌های کومارکای شرقی و در بخش خودمختار مورسیا در کشور اسپانیا قرار دارد. تا سال ۲۰۱۲ مساحت این شهرداری ۱۸۹ کیلومتر مربع و جمعیت آن ۳۳۹۱۱ تَن می‌باشد.